# La Chapèla e Vernairòlas
La Chapelle-Laurent és un municipi francès, situat al departament de Cantal i a la regió d'Alvèrnia-Roine-Alps.